# Щедре літо
«Щедре літо» (рос. «Ще́дрое ле́то») — український радянський художній фільм 1950 року режисера Бориса Барнета за мотивами роману Єлизара Мальцева «Від щирого серця». Виробництво кіностудії імені Олександра Довженка.
Прем'єра в СРСР відбулась навесні 1951 року.

## Сюжет
Закінчилася німецько-радянська війна. Петро Середа, демобілізований військовий, повертається в рідний колгосп. У той же час на вокзалі зустрічають колгоспну ударницю, героя праці Оксану Подпруженко. Незабаром Петро стає головним бухгалтером колгоспу, де головою його старий друг і однополчанин Назар...

## У ролях
- Микола Крючков — Назар Проценко
- Ніна Архипова — Віра Горошко
- Михайло Кузнєцов — Петро Середа
- Маріанна Бебутова — Оксана Подпруженко
- Віктор Добровольський — Рубан
- Костянтин Сорокін — Теслюк
- Євген Максимов — Колодочка
- Антон Дунайський — Прокопчук
- Муза Крепкогорська — Одарка
- Михайло Висоцький — Подпруженко
- В. Кузнєцова — Катерина Матвіївна
- Алла Казанська — зоотехнік
- Георгій Гумільовський — Мусій Антонович
- Тетяна Баришева — Дарина Кирилівна, дружина Мусія Антоновича

## Творча група
- Сценарій: Микола Далекий, Євген Помєщиков
- Режисер-постановник: Борис Барнет
- Оператор-постановник: Олексій Мішурин
- Художник-постановник: Олег Степаненко
- Композитор: Герман Жуковський
- Звукооператор: Андрій Демиденко
- Режисер монтажу: Нехама Ратманська
- Оператор комбінованих зйомок: Яків Рєзник